# Hot Summer (chanson)
Pour les articles homonymes, voir Hot Summer.
Singles de Monrose
Even Heaven Cries
(2007) Strictly Physical
(2007)
Pistes de Strictly Physical
Dangerous
(1) Strictly Physical
(3)
Hot Summer est une chanson de groupe allemand Monrose sortie en juin 2007 sous le major Warner. La chanson est écrite et produite par Remee et par T. Troelsen. Hot Summer est enregistré aux studios Weryton, à Munich en Allemagne. 3e single extrait de l'album Strictly Physical (2007), le single succède à Even Heaven Cries (2007). Hot Summer est le plus grand succès commercial du groupe, se classant numéro un en Allemagne, en Autriche et en Suisse.

## Liste des pistes
CD single
1. Hot Summer (radio edit) - 3:28
2. Hot Summer (Tai Jason remix) - 3:38
3. Hot Summer (Beathoavenz club remix) - 3:42
4. Hot Summer (Mozart & Friends PFM house mix) - 3:58
5. Hot Summer (Nachtwandler Club Remix) - 4:05 (hidden track)
6. Scream - 3:10

2-pistes
1. Hot Summer (Radio edit) - 3:28
2. Hot Summer (Beathoavenz club remix) - 3:42

## Crédit et personnel
| - Chanteuses: M. Capristo, S. Guemmour, B. Kızıl - Backing vocals: Remee - Auteur-compositeur : Remee, Thomas Troelsen - Réalisateur artistique : Remee, T. Troelsen | - Keyboard et programmation : T. Troelsen - Recorded at delta lab Studios, Copenhagen, Denmark - Enregistrement vocal : Claus Üblacker - Artwork : Claudia Macias |

## Classement par pays
| Classement (2007)                          | Meilleure position |
| ------------------------------------------ | ------------------ |
| Autriche Ö3 Austria Top 40                 | 1                  |
| République tchèque IFPI Classement airplay | 32                 |
| Pays-Bas Mega Single Top 100               | 68                 |
| Europe Hot 100 Singles                     | 6                  |
| Finlande Classement single                 | 19                 |
| Allemagne Media Control Charts             | 1                  |
| Allemagne Classement dance                 | 8                  |
| Slovénie classement airplay                | 3                  |
| Suisse Music Charts                        | 1                  |

| Année | Classement                  | Rang |
| ----- | --------------------------- | ---- |
| 2007  | Autriche Classement single  | 9    |
| 2007  | Allemagne Classement single | 15   |
| 2007  | Suisse Classement single    | #6   |